# Anywhere.FM
Anywhere.FMはXbox社、Amazon.com、マイクロソフトなどで働いていた、マサチューセッツ工科大学 (MIT)、ペンシルベニア大学 (UPenn) 卒業生らによって開設されたインターネットラジオサイト。
同サイトでは、ユーザーが簡単かつ自由にmp3ファイルをアップロードすることが出来、またそれを誰でも聴くことが出来る。2007年8月にサービスが開始してから、2008年3月までに7万を越えるユーザー登録と、1千万を越える数のmp3ファイルが同サイトに投稿されている。
サービス開始当初はYCombinatorから資金供給をされていたが、2008年1月28日にはImeemに買収された。

## サービス詳細

### 料金
Anywhere.FMのサービスは現在ベータ版の段階であり、一切の利用に関しては完全に無料である。しかし、将来的にサービスの全部、もしくは一部が有料になる可能性は否定できない。

### 対応ファイル形式
2008年3月現在、mp3ファイルのアップロードにしか対応していないが、対応形式は順次拡張していくとしている。

### アップロード
アップロードの方法には2種類あり、専用のデスクトップアップローダーを使用する方法と、画面右下にあるアップロードボタンを押してから、ローカルのmp3ファイルを選択してアップロードする方法がある。どちらの方法も、一度に複数のファイルを選択することが出来る。しかし、まだベータ版ゆえか、頻繁にアップロードに失敗することがある。

## 関連記事
- Imeem、新進スタートアップのAnywhere.FMを呑み込む